# Daniel Johansson (ishockeyspelare)
Ej att förväxla med Daniel Glimmenvall som tidigare hette Johansson.
Daniel Johansson, född 5 juli 1981 i Lögdeå, är en svensk före detta professionell ishockeyspelare.
Han valdes av Los Angeles Kings i den fjärde omgången som 125:e spelare totalt i 1999 års NHL Entry Draft. Mellan 2000 och 2009 spelade Johansson 260 grundseriematcher, mestadels med Växjö Lakers, i Hockeyallsvenskan. Han avslutade sin spelarkarriär efter säsongen 2011-12 som han tillbringade i Mariestad BoIS.
Efter att ha avslutat sin spelarkarriär klev Johansson in som kombinerad klubbchef och assisterande tränare i Mariestad. Efter sex år i Mariestad, varav två som klubb-/sportchef, flyttade Johansson norrut för en liknande roll i Piteå HC. Den 30 mars 2015 efterträdde han Fredrik Grönberg som sportchef i IF Björklöven.